# Задача про клікове покриття
Задача про клікове покриття — обчислювальна задача, яка полягає у визначенні можливості розбити вершини графу на {\displaystyle k} клік. Є NP-повною; входить до числа 21 NP-повних задач Карпа.
Якщо дано розбиття вершин на {\displaystyle k} множин, то можна за поліноміальний час визначити, що кожна множина утворює кліку так, що задача належить до класу NP. NP-повнота задачі про клікове покриття випливає зі зведення її до задачі розфарбовування графу: розкладання графу {\displaystyle G} на {\displaystyle k} клік відповідає знаходженню розкладу вершин доповнення {\displaystyle G'} на {\displaystyle k} незалежних множин (кожній із цих множин можна призначити один колір, що дасть {\displaystyle k} -розфарбування).
Найменший розмір клікового покриття графу — найменше число {\displaystyle k}, для якого клікове покриття існує.
Пов'язана задача знаходження числа перетинів розглядає множини клік, що включають усі ребра даного графу; ця задача також NP-повна.